# مروین دی
مروین دی (انگلیسی: Mervyn Day؛ زادهٔ ۲۶ ژوئن ۱۹۵۵) بازیکن فوتبال اهل بریتانیا است.
از باشگاه‌هایی که در آن بازی کرده‌است می‌توان به باشگاه فوتبال لیدز یونایتد، باشگاه فوتبال لوتون تاون، باشگاه فوتبال استون ویلا، باشگاه فوتبال شفیلد یونایتد، باشگاه فوتبال کارلایل یونایتد، باشگاه فوتبال وستهام یونایتد، و باشگاه فوتبال لیتون اورینت اشاره کرد.